# Cesti Sever
Cesti Sever (en llatí Cestius Severus) va ser un informador de Neró. Era el més important dels seus informadors, i va portar nombroses persones a l'execució o a la presó, segons diu Tàcit.
El nom de Cestius és notable perquè està relacionat amb dos monuments de Roma, el Pons Cestius i la Piràmide de Cestius, que actualment encara es conserven.